# Luperina amentata
Luperina amentata là một loài bướm đêm trong họ Noctuidae.